# 豊中市立高川小学校
豊中市立高川小学校（とよなかしりつ たかがわしょうがっこう）は、大阪府豊中市豊南町東一丁目にある公立小学校。
1968年に豊中市立小曽根小学校・豊中市立豊南小学校より分離して開校した。

## 沿革
- 1968年4月1日 - 豊中市立高川小学校として開校。豊中市立豊南小学校内に仮校舎を置く。
- 1968年）9月1日 - 校舎一部竣工し現在地に移転。3年生までで授業をおこなう。
- 1969年4月1日 - 高学年児童を小曽根・豊南両校から編入。
- 1969年9月21日 - 全日本よい歯の学校優良校を受賞。
- 1970年2月28日 - 体育館完成。
- 1971年6月23日 - プール工事完成。
- 1983年1月12日 - 校歌制定。
- 2000年11月7日 - コンピュータ教室新設。
- 2012年 - 校舎耐震工事着工。

## 通学区域
- 豊中市 小曽根4丁目-5丁目、浜3丁目-4丁目、豊南町西1丁目、豊南町西3丁目（1-13番）、豊南町東1丁目-3丁目[1]。

卒業生は基本的に豊中市立第十二中学校に進学する。

## 交通
- 阪急宝塚線 庄内駅 北東へ約1km。
- 阪急バス 豊南町西3丁目バス停。

## 著名な出身者
- 元木大介 - 元プロ野球選手